# Alexandr Večtomov
Alexandr Večtomov, známější spíše jako Saša Večtomov (12. prosince 1930 Praha – 29. prosince 1989 tamtéž), byl český violoncellista a hudební pedagog, syn violoncellisty ruského původu, Ivana Večtomova.

## Hudební činnost
Nejprve studoval Pražské konzervatoři u svého otce, violoncelisty Ivana Večtomova (1902 – 1981), který byl sám žák vyhlášeného violoncellisty a pedagoga Ladislava Zelenky, u něhož na Akademii múzických umění v Praze později studoval i Alexandr. Mezi jeho spolužáky patřili např. Mirko Škampa a Josef Chuchro. Později studoval hru ještě u Semjona Kozolupova v Moskvě a účastnil se mistrovských kurzů francouzského violoncellisty Andrého Navarry.
Alexandr Večtomov začal svou dráhu profesionálního hráče v Sukově triu. V roce převzal violoncellový part po Miloši Sádlovi v Českém triu, kde působil po 33 let, až do své smrti v roce 1989.
Večtomov patřil mezi významné sólové a koncertní hráče v Československu i v zahraničí, nahrál mnoho skladeb na LP a CD, také nahrával pro rozhlas a televizi. Často hrál a nahrával se svým bratrem, kytaristou Vladimírem Večtomovem, pod názvem Pražské strunné duo. Ve své době byl považován společně s Milošem Sádlem za jednoho z nejvýznamnějších českých violoncellových interpretů. Byl pověstný svou téměř nenapodobitelně líbeznou hrou.

### Pedagogická činnost
Profesor Alexandr Večtomov přitom současně vyučoval hře na violoncello na pražské HAMU. Mezi jeho žáky patřili např. Jiří Hošek, Michaela Fukačová, Jan Páleníček a Miroslav Petráš. Při výuce se oproti jiným pedagogům zaměřoval více na detaily a na celkovou uvolněnost hry, byl znám svou mnohdy neklasickou metodou výuky a přátelským přístupem ke svým žákům.[zdroj?]
Hrál na violloncelo které zhotovil italský mistr Giovanni Battista Guadagnini, které měl zapůjčené ze Státní sbírky hudebních nástrojů.